# Refuge faunique nationale de Grays Lake
Le Refuge faunique national de Grays Lake est une réserve faunique nationale des États-Unis située dans le sud-est de l'Idaho. On y trouve le plus grand marais à scirpes à tiges dures en Amérique du Nord. Situé dans une vallée de haute montagne près de Soda Springs, le refuge et les montagnes environnantes offrent des vues panoramiques, des fleurs sauvages. Il couvre une superficie de 79 km² principalement constitué de prairies et de pelouses humides. Le refuge fait partie intégrante de l'écosystème du Grand Yellowstone. Le refuge fournit un habitat de reproduction à des mammifères, notamment l'élan, le wapiti, le cerf mulet, le rat musqué, le blaireau d'Amérique et la belette.